# Nuffield College

Wappen des Nuffield College

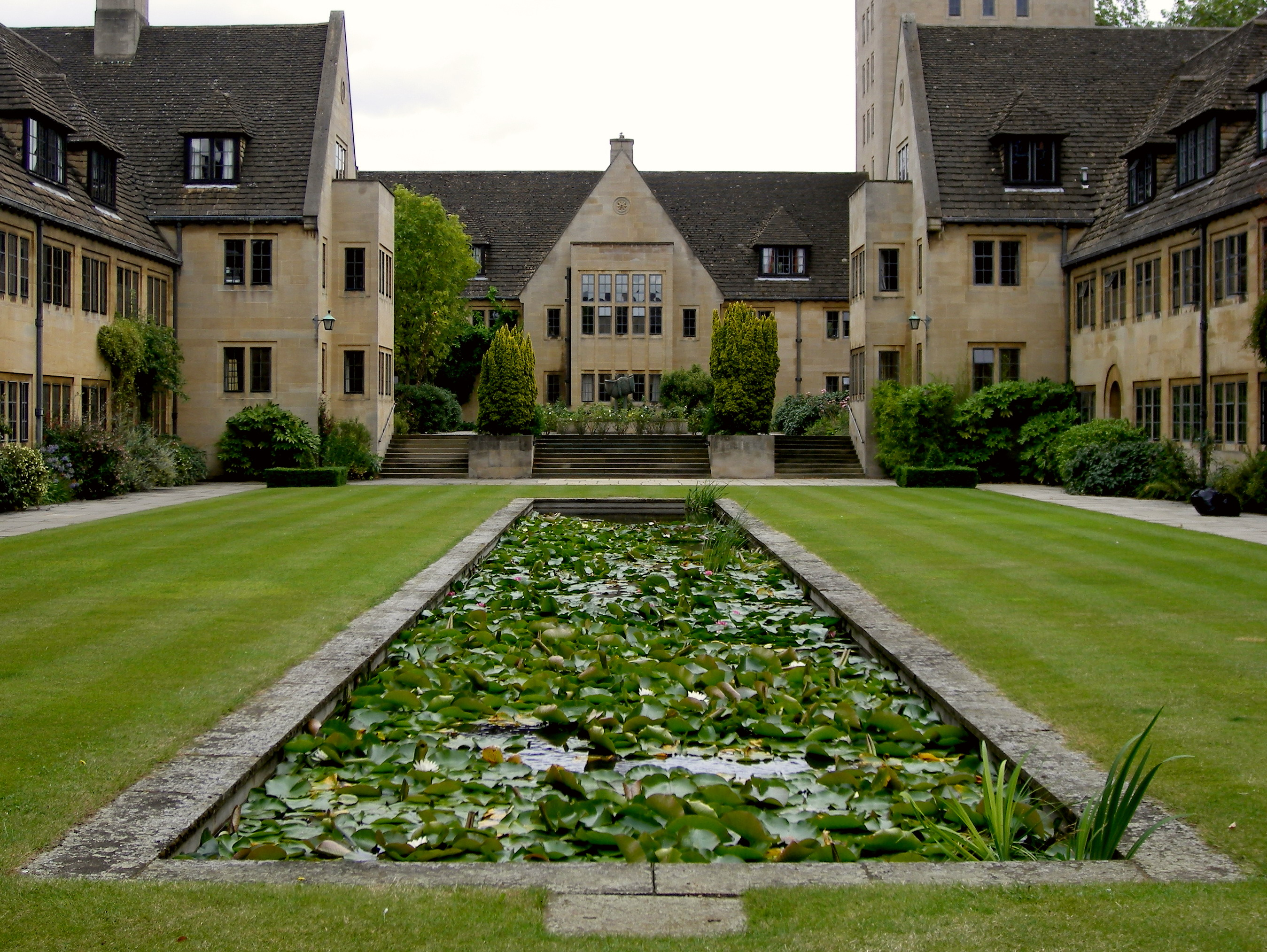

Das Nuffield College ist eines der jüngeren Colleges der Universität Oxford.
Es ist benannt nach William Morris, 1. Viscount Nuffield und wurde 1937 gegründet. Es spezialisiert sich in den Sozialwissenschaften, d. h. Ökonomie, Politikwissenschaft, Soziologie und Industrielle Beziehungen. Am Nuffield College studieren nur Postgraduierte. Die Professoren und Dozenten am College werden Fellow genannt.
Bekannte Fellows sind Anthony Atkinson, John Gareth Darwin, Allan Flanders, Diego Gambetta, John H. Goldthorpe, John R. Hicks, John Alfred Ryle und Armin Steinbach.